# 가와키타정
가와키타정(일본어: 川北町 가와키타마치[*])은 일본 이시카와현 노미군의 정이다.

## 인접한 자치체
- 하쿠산시
- 노미시

## 역사
- 1907년 8월 5일 - 노미군 나카지마촌, 구사부카촌, 스나가와촌이 합병해 가와키타촌이 성립하였다.
- 1980년 4월 1일 - 가와키타촌이 정으로 승격해 가와키타정이 되었다.

## 교통

### 도로
- 국도 8호선